# ريكرياتيفو دو ليبولو
ريكرياتيفو دو ليبولو واسمه ريكرياتيفو ديسبورتيفو دو ليبولو هو نادي كرة قدم أنغولي مقره في مدينة ليبولو. تأسس الفريق في عام 1942 حين كانت أنغولا مستعمرة برتغالية.

## وصلات خارجية
- الموقع الرسمي لريكرياتيفو ليبولو